# 新娘學校
新娘學校是一種對全女子學校的稱呼。在女權思想形成之前，許多國家的教育文化中，鮮少會頒發高等學位給女性，在華人地區更有「女子無才便是德」的觀念。但隨著女性主義的提倡，各國開始有為培養女性高知識份子的學校建立。但是當時社會的普遍觀念，女性最終還是要離開職場步入婚姻家庭，加上這類的學校多會開設與生活、家庭技藝有關的學程，因此而有了「新娘學校」之稱。
這類學校除了教育女性生活技藝之外，也會將家庭禮儀、改善丈夫在工作上的人際關係列入課程，因為課程的安排過於偏向以家庭為重，在許多女性主義者與教育改革者的努力之下，這類校系漸漸轉向培養改善社會團體生活的專才，教導女性禮儀（例如餐桌禮儀、社交禮儀、應徵面試技巧等）、美容、化妝、儀態等。
部分現代化國家仍有新娘學校，但是變成以補習班的形式存在，或改稱淑女學校。

## 開設課程

### 傳統課程
- 技藝類：烹飪、裁縫
- 育幼類：兒童保育
- 藝術類：文學、樂器、繪畫、插花
- 人際關係：禮儀、家庭管理

### 轉型課程
- 技藝類：各國料理、點心研製、服裝學、織品學
- 照護類：與兒童相關之保育、教育、行為輔導、家庭福利、特殊教育、遊戲
- 藝術類：文學、音樂、藝術、花藝、園藝
- 人際關係：禮儀
- 科學：營養學、化學、家庭管理

傳統的課程偏向家政類，以培養應用於家庭生活為主，許多轉型後的相關學校和科系，將其課程內容擴大至社會上的應用，不再拘限於家庭應用之上。

## 台灣著名校系
- 實踐家政專科學校：現已改制為實踐大學。
- 銘傳女子商業專科學校：現已改制為銘傳大學，為往昔住名的女校，由於商業類科眾多，因而有秘書的搖籃之稱。
- 國立台灣師範大學家政學系：現名幼兒與家庭科學學系。
- 輔仁大學家政學系：現已拆分為兒童與家庭學系與餐旅管理學系。
- 台南家政專科學校家政科：現台南應用科技大學，其家政科於86年改制為家政系，93年改名生活科學系，98年轉型為生活服務產業系。

## 其他參考
- 2003年美國電影：蒙娜麗莎的微笑（Mona Lisa Smile）